# Lough Allen
Lough Allen is een meer aan de Shannon in het noordoosten van Connacht in Ierland. Het meer ligt grotendeels in County Leitrim, met een kleiner deel in County Roscommon. Lough Allen ligt zuidelijk van de bron van de Shannon, nabij de Iron Mountains en is het meest noordelijke van de drie grote meren aan de rivier. De andere twee zijn Lough Ree en Lough Derg.